# Naser Khader
Naser Khader, arab. ناصر خضر (ur. 1 lipca 1963 w Damaszku) – duński publicysta i polityk pochodzenia arabskiego. Poseł do Folketingetu od 2001 do 2011, założyciel ruchu demokratycznych muzułmanów, powstałego w okresie kryzysu wywołanego publikacją tzw. karykatur Mahometa.

## Życiorys
Naser Khader jest synem palestyńskiego uchodźcy i Syryjki. Jego ojciec w latach 60. opuścił Syrię w celach zarobkowych, rodzina dołączyła do niego w 1974, osiedlając się w Kopenhadze. W 1983 ukończył szkołę średnią (Rysensteen Gymnasium). W 1993 został absolwentem Uniwersytetu Kopenhaskiego. Następnie kształcił się m.in. na Uniwersytecie w Aarhus (gdzie studiował retorykę i komunikację), w 1997 prowadził badania w zakresie islamu na teologicznej uczelni Al-Azhar w Kairze.
Pracował jako tłumacz języka arabskiego oraz konsultant, m.in. w Danmarks Radio. Opublikował kilka książek poświęconych islamowi, życiu imigrantów i historii własnej rodziny. Zaangażował się w działalność socjalliberalnego ugrupowania Det Radikale Venstre. Z jej ramienia w 2001 i 2005 uzyskiwał mandat posła do Folketingetu (duńskiego parlamentu).
Po opublikowaniu tzw. karykatur Mahometa przez dziennik „Jyllands-Posten” Naser Khader bronił tej publikacji, powołując się na wolność słowa, a także wskazując na konieczność dialogu muzułmanów z Zachodem. Jego postawa w czasie kryzysu wywołanego tą publikacją była szeroko krytykowana przez islamskich radykałów. Francuska stacja telewizyjna France 2 ujawniła w 2006 nagranie z ukrytej kamery, w którym rzecznik organizacji duńskich imamów Ahmed Akkari w rozmowie z innym działaczem muzułmańskim twierdził, że w przypadku objęcia przez Nasera Khadera teki ministra ds. integracji „należałoby do niego posłać dwóch facetów, którzy wysadziliby go w powietrze”. Prowadzone dochodzenie policyjne nie doprowadziło do przedstawienia zarzutów w tej sprawie. Sam Ahmed Akkari publicznie wyraził ubolewanie, oświadczając, iż wówczas żartował.
W tym okresie Naser Khader stał się założycielem ruchu politycznego pod nazwą Demokratyczni Muzułmanie w Danii (Demokratiske Muslimer). Stowarzyszenie to określiło się jako forum dla muzułmańskich imigrantów, stawiając sobie za cel podjęcie działań promujących możliwość pogodzenia islamu z demokratycznym ustrojem państwa.
W maju 2007 Naser Khader opuścił swoje dotychczasowe ugrupowanie. Razem z europosłami Andersem Samuelsenem (wcześniej również socjalliberałem) i Gitte Seeberg (z Konserwatywnej Partii Ludowej) utworzyli nową formację pod nazwą Nowy Sojusz. W wyborach krajowych w listopadzie tego samego roku po raz trzeci z rzędu zdobył mandat poselski; kierowana przez niego partia uzyskała łącznie 5 mandatów i 2,8% głosów, tj. znacznie mniej aniżeli w przedwyborczych sondażach. W sierpniu 2008 ugrupowanie zmieniło nazwę na Sojusz Liberalny, w styczniu 2009 Naser Khader zrezygnował z członkostwa w tej formacji, a dwa miesiące później przystąpił do frakcji parlamentarnej Konserwatywnej Partii Ludowej. W parlamencie zasiadał do 2011, powrócił do niego z ramienia konserwatystów w wyniku wyborów w 2015, a mandat poselski utrzymał również w 2019. W sierpniu 2021 znalazł się poza klubem poselskim partii, doszło do tego wkrótce po publikacji, w której zarzucono mu nadużycia seksualne wobec kobiet.